# Lusekam
En lusekam eller tættekam er en kam lavet specielt til bekæmpelsen af hovedlus. Det særlige ved lusekamme er, at tænderne sidder så tæt sammen, at lus ikke kan komme igennem tænderne og således bliver redt ud af håret. Lusekamme kan bruges sammen med luseshampoo til såkaldte lusekure.